# Fossore
Il fossore nei primi secoli dell'era cristiana era colui che si occupava della manutenzione dei cimiteri, incluso lo scavo delle catacombe. Era considerato l'ultimo gradino della gerarchia ecclesiastica ed è raffigurato in un affresco della catacomba di Domitilla a Roma nell'atto di usare il suo strumento di scavo, la dolabra fossoria, un agevole piccozza, variante della dolabella, idonea a lavorare la friabile pietra tufacea nella quale erano scavate le catacombe.